# Raphaël Oleg
Raphaël Oleg (Paris, 8 septembre 1959) est un violoniste, altiste et chef d'orchestre français.

## Biographie
Raphaël Oleg est le fils du compositeur Alexandre Oleg. Il commence le violon à sept ans avec Hélène Arnitz, puis, à douze ans, entre au Conservatoire de Paris, dans la classe de Gérard Jarry. Il suit également les cours de musique de chambre de Maurice Crut et obtient ses premiers prix en 1976. Il se perfectionne avec Henryk Szeryng à Genève, prend des cours d'analyse musicale avec Betsy Jolas, puis travaille avec Pierre Amoyal, lorsqu'il est lauréat du concours Long-Thibault (3e prix, 1977), Christian Ferras, Emmanuel Krivine et Jean-Jacques Kantorow.
En 1984, il enseigne au conservatoire américain de Fontainebleau et en 1986, il est le premier français à remporter le concours Tchaikovski. Depuis 1995, il enseigne à l'Académie de Bâle.
Il joue sur un violon du luthier lyonnais Jacques Fustier, fabriqué spécialement pour lui en 1987. Un deuxième instrument du même luthier vient lui tenir compagnie en 2006. Son amitié avec Jacques Fustier l'amène à construire sous ses conseils, dans son atelier, un alto avec lequel il joue de nombreux concerts et crée en 2004 le concerto pour alto de Jindřich Feld (un CD de cette création a été gravé). 
En 2015, il décide, contraint par un problème neurologique insoluble, de cesser ses activités de concertiste. Il se consacre depuis à l'enseignement et à la direction d'orchestre, qu'il a étudiée auprès de Dominique Roggen à la Haute École de Berne.
Toulousain depuis 2002, partageant la vie de Gaëlle Thouvenin, harpiste solo de l'Orchestre National du Capitole, il est le père de 2 filles, Roxane et Anouk.
Ses passions sont la reproduction sonore (il conçoit volontiers des enceintes), le parapente, la photo et la cuisine.

## Créations
- Renaud Gagneux, Concerto pour violon (1999)
- Ivo Malec, Ottava alta (1995)
- Serge Nigg, Concerto pour violon no 2 (2000)
- Philippe Racine, "Promenade" Concerto pour violon (2001)
- Jindřich Feld, Concerto pour Alto

## Honneurs
- 1997 : prix de la Fondation Del Duca
- Chevalier des Arts et Lettres
- Prix Georges Enesco